# Trichomasthus nubilipennis
Trichomasthus nubilipennis is een vliesvleugelig insect uit de familie Encyrtidae. De wetenschappelijke naam is voor het eerst geldig gepubliceerd in 1909 door Girault.